# Sénégal (fleuve)
Pour les articles homonymes, voir Sénégal.
Le Sénégal est un fleuve d'Afrique de l'Ouest au régime tropical, de 1 750 kilomètres de longueur, qui prend sa source en Guinée à 750 mètres d'altitude. Il arrose le Mali, puis la Mauritanie et le Sénégal, tout en servant de frontière entre ces deux pays, avant de se jeter dans l'océan Atlantique à Saint-Louis.
Le fleuve portait  le nom Zanaga (selon les anciennes cartes portugaises)

## Géographie

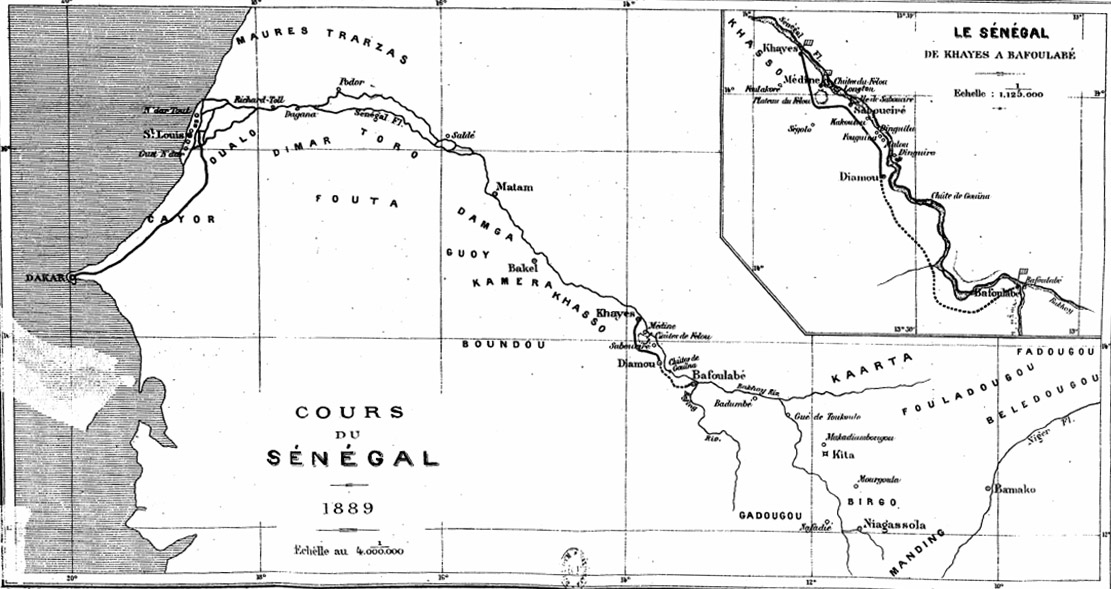
« Cours du Sénégal, 1889 ».

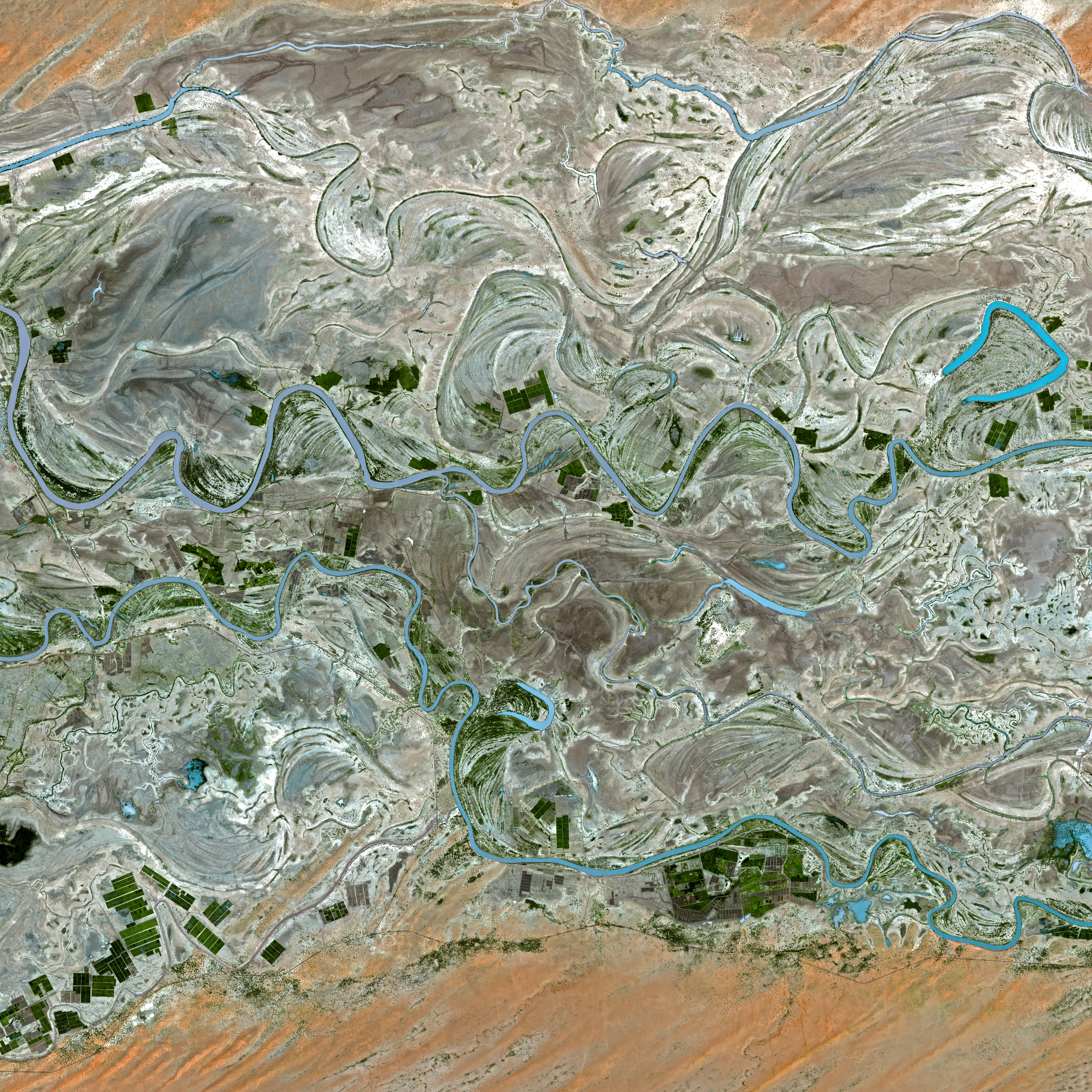
Le fleuve Sénégal vu par le satellite Spot.

Le Sénégal se forme à Bafoulabé, au Mali, par la confluence de deux rivières qui descendent du massif du Fouta-Djalon, le Bafing et le Bakoye (grossi du Baoulé). Le Bafing, qui apporte la moitié des eaux du fleuve est ainsi considéré comme la branche mère.

### Bassin versant
Le bassin versant couvre environ 337 000 km2 et s'étend sur quatre États. On distingue trois régions différenciées : le haut bassin jusqu'à Bakel (ville du Sénégal, non loin de la frontière malienne), la vallée de Bakel à Saint-Louis (816 km) et le delta.

### Organisme gestionnaire
Depuis 1972, les États riverains du fleuve Sénégal (Mali, Mauritanie et Sénégal) se sont organisés au sein de l'OMVS (Organisation pour la mise en valeur du fleuve Sénégal) pour mettre en valeur le bassin du fleuve et exploiter rationnellement ses ressources (énergie, navigation, irrigation, etc.) dans le cadre d'une gestion intégrée des ressources en eau.

## Affluents
Il reçoit sur sa rive gauche la Falémé, qui est son principal et seul affluent significatif et qui forme la frontière entre le Mali et le Sénégal. Sur sa rive droite, il reçoit la Colimbiné, le Karakoro, le Ghorfa et le Gorgol, des rivières moins importantes.

## Hydrologie
Son régime est très irrégulier et dépend entièrement des pluies de mousson. Le bassin du fleuve appartient en effet en bonne partie à la région du Sahel et bénéficie de ce fait d'un climat semi-aride avec des précipitations irrégulières comprises entre 300 et 1 000 mm/an. Seule la partie méridionale de son bassin correspondant à son cours supérieur bénéficie d'un climat tropical humide et reçoit de ce fait des précipitations plus abondantes comprises entre 1 000 et 2 000 mm/an et un peu mieux réparties dans l'année.

### Le Sénégal à Dagana
Le débit moyen inter annuel ou module du fleuve est de 640 m3/s à son embouchure mais  il peut varier de 3 m3/s en période d'étiage à 5 000 m3/s par forte crue. Les périodes de hautes eaux se situent de juillet à novembre et les périodes d'étiage de mars à juin. Pendant les périodes de très grande sécheresse, la faiblesse du débit permet parfois le franchissement du fleuve à gué.

## Aménagements et écologie

### Histoire
Le fleuve a été exploité pour ses ressources halieutiques et son eau en elle-même. Il sert aux déplacements en pirogue, probablement depuis des millénaires.
Pour les Européens, Dakar sera un port commercial important et c'est sur les bords du fleuve que les navires arabes et occidentaux de bois, puis les cargos viennent chercher les équipes d'ouvriers qui jouent là le rôle des dockers, souvent très modestement payés.
Avant cela, le Sénégal est un fleuve que les géographes du XVIIIe siècle appelaient encore la Nigritie, localisé par les marins français de l'époque (cités par Jean-Baptiste Gaby, supérieur du couvent de l'observance de Saint-François de Loches lors d'un voyage qu'il effectue en 1689), au sud des terres de « Barbarie ». Le fleuve est encore assez mal connu et mal cartographié.
Grand foyer de peuplement et de civilisations agraires, la vallée du Sénégal a fait l’objet d’aménagements depuis la période coloniale jusqu’aux indépendances des états riverains. Ces projets d’aménagement se sont accentués depuis les années 1970 avec la création de l’Organisation pour la Mise en Valeur du fleuve Sénégal (OMVS), qui regroupe le Mali, la Mauritanie et le Sénégal.

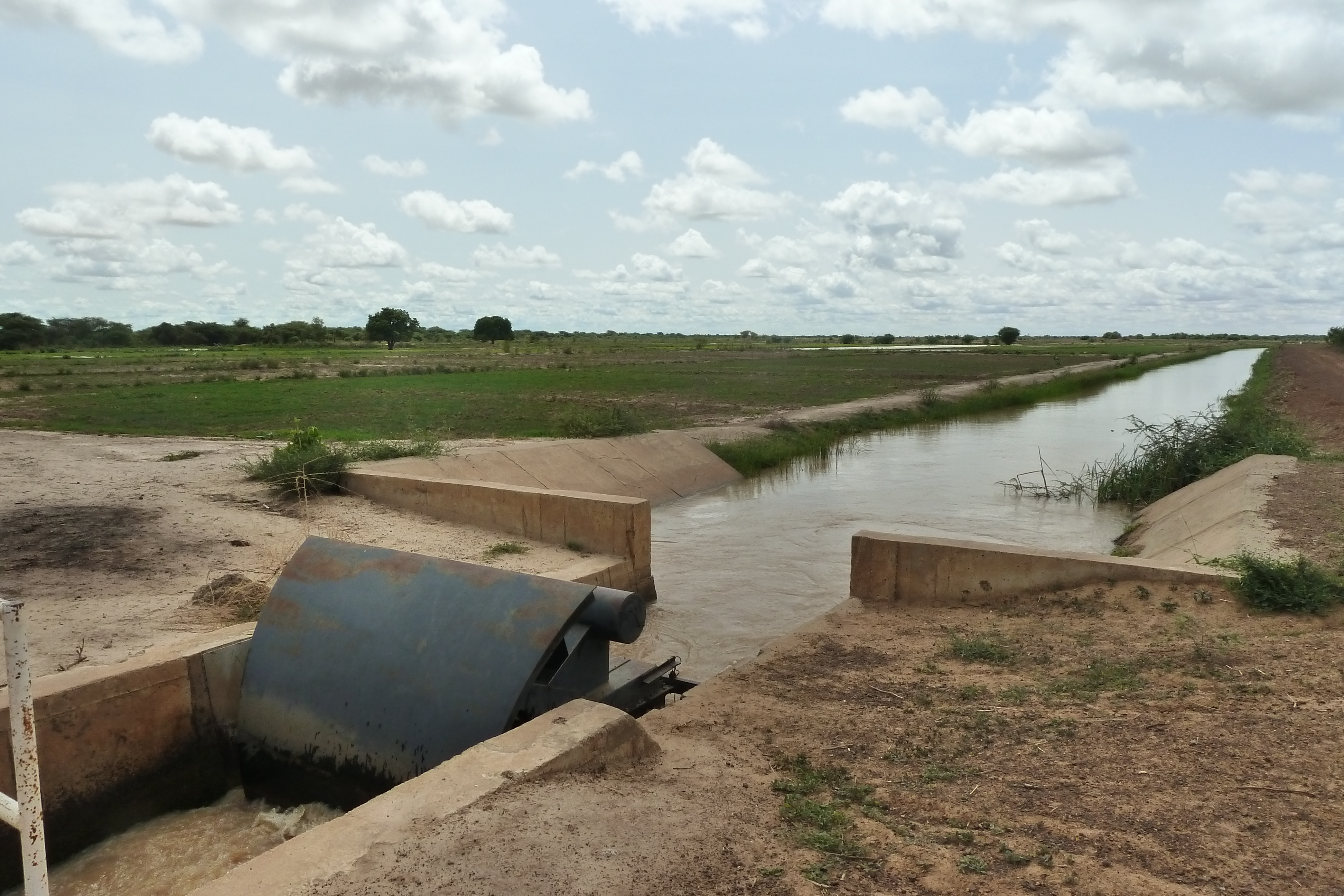
Station de pompage pour la production de riz et de légumes dans la moyenne vallée du fleuve.

### Navigabilité
Il est normalement navigable en toute saison sur 175 kilomètres, de son embouchure jusqu'à Podor et en période de hautes eaux, environ trois mois par an, jusqu'à Kayes, à 975 kilomètres de l'embouchure.

### Protection
Depuis juin 2005, le delta du Sénégal a été reconnu par l'Unesco au titre de réserve de biosphère transfrontière entre le Sénégal et la Mauritanie,.

### Agriculture
La vallée du fleuve Sénégal est un espace idéal pour l'agriculture. Elle peut être comparée à l'effet du Nil, avec son débit variable en fonction des saisons. De nombreux systèmes hydrauliques ont été aménagés pour organiser la production agricole. Les paysans de la vallée produisent du riz mais aussi des oignons et des tomates.[réf. nécessaire]

## Dans la littérature
L'action d'un roman de Jules Verne, Cinq Semaines en ballon, se déroule à travers l'Afrique et se termine sur le fleuve Sénégal.

## Filmographie
- Paysan du fleuve, film documentaire réalisé par Jean-Michel Destang (et al.), SAED, Dakar ; ORSTOM audiovisuel, Bondy, 1997, 26 min (VHS)
- Fleuve Sénégal : les eaux du partage, film de Isàbel Santos, Marcel Dalaise (et al.), Cité des sciences et de l'industrie, Paris ; Institut de recherche pour le développement, Bondy, 1999, 52 min (VHS)